# Бешташени
Бешташени (груз. ბეშთაშენი) — село в 5 километрах от Цалки на юге Грузии, в Цалкском районе края Квемо-Картли.
Основное население села составляют понтийские греки так же известные как Цалкинские Урумы. 
Бешташени образовалось в апреле 1830 года. Жители эллинофоны, главным образом, выходцы из городов Аргирополиса, Маден и окрестных селений. Параллельно с греческим языком владели и турецким. Выезжая из бывшей своей отчизны поздней осенью, не сумели до зимы добраться до назначенного им места, поэтому пришлось перезимовать в селении Нижнее Цинцкаро, где их дети при общении с детьми местного греческого населения быстро научились турецкому языку. Весной 1830 года обосновались первыми на территории Цалкского округа в местности Бешкенашен. 
Обустроившись, решили дать название новому селению. Разразились довольно горячие по этому поводу дебаты. В итоге верх взяла сторона совершенно маленькой группировки, которая являлась частью селения Бешташ (Пэндэ Пэтра) Аргиропольского округа Трапезундской области. Основная часть жителей были выходцы из городов, и потому решили пойти на уступку своим соотечественникам из сельской местности. Данное название чисто турецкий вариант перевода с греческого.